# Jaltomata hunzikeri
Jaltomata hunzikeri är en potatisväxtart som beskrevs av Mione. Jaltomata hunzikeri ingår i släktet jaltomator, och familjen potatisväxter. Inga underarter finns listade i Catalogue of Life.